# 台灣壹傳媒賣盤案
臺灣壹傳媒賣盤案是自2008年中國時報集團賣盤後，臺灣媒體界另一大型的媒體賣盤案。2012年，壹傳媒集團董事會主席黎智英傳出將臺灣壹傳媒出售給辜仲諒、王文淵、蔡衍明等人，引起新聞媒體遭財團與中国大陆勢力控制的疑慮，在臺灣引發反媒體壟斷運動。最終此交易案於2013年破局。

## 背景原因
賣盤事件緣起自2012年4月，當時有傳言指，壹傳媒集團董事會主席黎智英因經營的「壹電視」未能在臺灣「上架」（即是在臺灣未能進行大氣及有線廣播），形成「有牌無頻」的局面，壹集團因此產生巨額虧損，金額達新臺幣一百億圓，令他對臺灣媒體經營意興闌珊，故萌生賣盤的念頭，包括旗下台灣蘋果日報、台灣爽報及台灣壹週刊。另外更有消息報導，指黎智英打算委託投資銀行，為臺灣壹傳媒找尋買家洽購，其開出的價格為五億美元（約一百五十億新台幣）。
不過在2012年4月10日，壹傳媒集團發出公告，否認賣盤傳聞，但同一日，香港蘋果日報總編輯張劍虹在其專欄「沙膽虹手記」回應臺灣壹傳媒賣盤消息時指：「五億美金就想肥佬黎放棄二千三百萬華人的臺灣市場？太便宜了吧！」，一般對此句的解讀指，蘋果日報的高層並沒有否認賣盤傳聞，問題只是出於價錢而已。

## 經過
2012年9月4日，壹傳媒集團發出公告，表示集團已獲得獨立第三方接洽，指第三方人士有意購買壹傳媒集團在台灣的平面媒體業務（包括：台灣蘋果日報、台灣爽報及台灣壹週刊），現正進行初步磋商。直至公告當日，壹傳媒集團並無就此交易訂立具法律約束力之協議，並強調此交易可能會或可能不會落實，這份公告證實黎智英將台灣的壹傳媒業務出售的傳聞。
2012年10月1日，壹傳媒集團宣布旗下電視業務「壹電視」易主，交易對象為年代集團董事長練台生，壹電視當日宣布大規模裁員504人，以及結束壹網樂業務，是目前台灣境內媒體史上最大的裁員案。黎智英就此事接受訪問，指自己對經營壹電視業務無怨無悔，但他對荒廢了3年寶貴青春的員工們無以為報，表示深切歉意。壹電視勞方代表鄭一平表示感傷，但強調沒有怨恨黎智英，尤其壹電視遲遲未能上架，對員工可謂非戰之罪，壹電視的失敗讓他們只感到無奈。不過亦有員工指黎智英的道歉十分廉價，指出黎若真有情有義的話，裁員也應事先告知，再加上他們認為黎智英是個視「面子不值錢」的人，若能靠道歉從而避免勞資糾紛的話，對黎智英可說是相當划算。另一方面今日新闻网报道，台北市勞工局指壹傳媒集團未在60天前通報大量裁員的消息，違反《大量解僱勞工保護法》，故此宣布壹電視和壹多媒體各罰款新台幣10萬元，合共新台幣20萬元。
2012年10月2日，壹傳媒集團透過香港交易所披露易網站公佈股價敏感資料，進一步說明旗下全資附屬公司DGL（Database Gateway Limited）控制下的壹傳訊（持有壹電視55%股權）及Max Growth（持有壹電視45%股權）全數壹電視已發行股本，以14億新台幣將之售予練台生。練台生已就該交易支付1.4億新台幣訂金，若果交易完成，壹電視可繼續使用現時使用的辦公室及攝影棚，租賃條款另議。不過壹傳媒集團強調該交易只是簽訂意向書，而意向書本身並不具有法律約束力，換言之交易還有變數。儘管壹傳媒行政總裁張嘉聲回應，此次交易和壹傳媒平面媒體完全沒有關係，但台灣的「蘋果日報工會」表示，集團未有清楚說明平面媒體的動向，以及釋除外界對平面媒體賣盤的傳聞，因此會持續關注洽購案。另一方面，針對《自由時報》引述業界人士指壹傳媒集團與練台生的交易是「僅買設備」，無意經營頻道，壹傳媒公共事務部總監張修哲表示報導內容與事實完全不符，壹電視也已發佈聲明澄清，並要求自由時報更正及致歉。
2012年10月5日上午10時51分，壹傳媒集團宣布停牌並發表公告，承認跟獨立第三方初步討論有關出售其台灣的平面媒體業務（包括：台灣蘋果日報、台灣爽報及台灣壹週刊），但強調沒有議定任何具體條款，包括出售價，亦無簽訂任何協議。壹傳媒集團其後在2012年10月8日上午9時正宣布復牌。
2012年10月16日上午9時正，壹傳媒集團再次宣布停牌並公布股價敏感資料，而台灣壹傳媒平面媒體業務的命運亦在翌日揭盅，壹傳媒集團決定將台灣所有媒體業務（包括壹電視、台灣蘋果日報、台灣爽報、台灣壹週刊）售予中國信託慈善基金會董事長辜仲諒，作價新台幣175億圓。辜仲諒先生已就該交易支付新台幣17.5億圓訂金，雙方同意於正式簽訂協議時，買家一方支付交易作價百分之五十的款項（包括已支付的10%訂金），其餘50%餘款則在交易接近完成時支付。至於壹傳媒集團與練台生先生在10月1日簽訂的交易意向書，則在雙方同意下終止，於2012年10月15日生效，據悉練台生一方除了獲退還1.4億新台幣（約3,709萬港元）的訂金外，還可能獲得可觀的違約賠償金。
據壹傳媒在港交所披露易網站的公告，壹傳媒集團與辜仲諒先生之間的交易事項包括Amazing Sino International Limited（台灣蘋果日報及台灣爽報之控股公司）、Ideal Vegas Limited（台灣壹週刊之控股公司）及壹電視的全數已發行股本，並不包括壹傳媒集團現時持有，並作印刷及電視業務使用的辦工大樓及攝影棚。不過雙方同意交易完成後，辜仲諒先生可繼續使用該辦公大樓，租賃條款另議。壹傳媒集團及黎智英先生承諾三年內不競爭、不挖角，亦承諾不會控制任何於台灣從事印刷媒體及電視業務的公司，更不會向台灣印刷媒體及電視業務的僱員挖角。此外，交易雙方也同意在2012年11月17日或之前簽署正式協議及法律文件，並在2012年12月17日或之前完成交易。交易完成後，意味著黎智英及其集團全面撤出台灣媒體市場。
2012年10月16日今日新闻网报道，由於壹傳媒交易案金額龐大，故此辜仲諒一方還邀請了台塑集團總裁王文淵及其中一個新加坡私募基金，出資合作洽購台灣壹傳媒。起初台塑集團否認傳聞，但王家購買媒體早有先例，包括已故的台塑創辦人王永慶曾經金援《台灣日報》，而近期則有王永慶的女兒、宏達電（HTC）董事長王雪紅入股香港電視廣播有限公司（TVB）（港交所編號：511）。直到2012年10月16日上午，台塑集團主管在接受中央社查證時，才承認洽購台灣壹傳媒的傳聞，但強調目前仍然評估該投資，而且金額超過3億元以上的投資，仍需要董事會通過，而王文淵本人在11月初接受台灣傳媒採訪時，表示有意洽購台灣壹傳媒，而且是透過台塑集團總管理處副總經理王瑞瑜從中牽線，但他指不熟稔辜仲諒，要等到11月14日的會議再決定洽購計劃。
2012年10月17日《聯合報》報導，洽購台灣壹傳媒的財團之一的新加坡私募基金，其主要資金源自旺中集團總裁的蔡衍明，報導指黎智英對交易對手乃蔡衍明一事知情，更因此在議價時將賣盤價大幅增加，金額達新台幣二十五億元。對此指控，黎智英措詞強硬地指這說法是污蔑他的人格，在交易時已問清楚不是蔡衍明才成交。中信金控發言人表示不清楚辜仲諒的收購過程，亦否認蔡衍明介入，至於台塑集團發言人表示對此說法不知情。更有台灣傳媒指收購台灣壹傳媒的175億新台幣當中，蔡衍明的資金佔了其中的90億，蔡更揚言要修正台灣壹傳媒過往不良的扒糞文化，台灣媒體稱之為「米果吃蘋果」。黎智英對此避不見面，壹傳媒工會指黎背棄承諾。
2012年11月10日今日新聞網报道，台灣壹傳媒未來的東主辜仲諒曾向現職員工說明未來的採訪走向，包括不改變其八卦方向，但會減少裸體與色情內容等，不過仍有台灣蘋果日報員工表示憂慮，擔心日後台灣壹傳媒會淪為「業配」媒體，因此台灣蘋果日報工會理事長蔡日雲表示，希望能與新老闆簽署編輯室公約，讓目前的編輯運作模式能繼續運作，維護蘋果日報的編輯自主。至於台灣壹傳媒的另一個未來東主，台塑集團總裁王文淵表示，會尊重現有專業團隊的經營。

## 后续及结果
引发了反媒體壟斷運動。
包括北京大學法学院教授賀衛方在內的諸多學者對並購表達了憂慮。賀衛方稱通過網路他看到了一些台灣媒體，并驚訝其口徑酷似中國的官方傳媒。這種現象在香港也是1997年以後的事，而台灣統一「八字都還沒有一撇」。他認為台商收購台媒能夠向北京展示台商能做到北京做不到的事的能力。
公平會主委吳秀明表示，若旺旺中時集團確定參與洽購台灣壹傳媒，就會涉及「水平結合」問題，公平會將針對出資人、持股比例及彼此控制關係等深入調查，同時交易案若達到申報門檻，在投資者提出申報後，將先檢視申報資料是否齊全，齊全後才確定收件，並在收件後30天內完成審查，做出同意或禁止的決議，必要時會將審查期延長至60日內。
2012年11月13日，台灣金融管理監督委員會（下稱金管會）否決辜仲諒入主台灣壹傳媒的計劃，指出辜仲諒的家族對中國信託金融集團有實質控制權，依據「產金分離」的政策，禁止其入主媒體等產業，也不能當壹傳媒代表人，其若參與投資，股份不得超過20%，意味著交易案出現變數。故此交易可能改由台塑集團主導，以確保交易順利完成，洽購方的持股比例亦會稍後商榷，辜仲諒透過友人表示尊重金管會的決定。
2012年11月14日上午10時08分，壹傳媒集團（282）宣布停牌，當日壹傳媒發言人Mark Simon透過電子郵件回覆媒體詢問時表示，出售壹傳媒集團在台灣的媒體業務仍在進行，集團不會就台灣監管機構的政策作出評論。
2013年3月25日，辜仲諒、王文淵、蔡衍明等買家決定不再續約，停止併購案。之後年代集團在4月15日再次以新台幣14億元買入壹電視，壹電視2013年6月1日正式脫離壹傳媒、轉手年代集團。

壹傳媒集團主席黎智英表示不會再賣臺灣《蘋果日報》與《壹週刊》等平面媒體。他表示，當初要賣（《蘋果日報》、《爽報》、《壹週刊》）是因壹電視讓他心灰意冷，現在要重拾熱情，要做就要做最好，還要比以前好上幾倍，要更獨立、要更尖銳。他說：「這件事也讓我聽到社會很多聲音，很多人對我們是很欣賞的，要讓欣賞我們的人更欣賞我們。」 

## 评论

### 政界
2012年12月，民主進步黨前立委郭正亮評：平面媒體在台灣是自由化競爭，沒有「電視需要執照」的問題，因此整個事件已非法律問題、而是政治問題；不少人擔憂言論失衡、媒體壟斷，這也是多數學生參加抗議的理由；但總歸來說，大家還是對蔡衍明有疑慮，其實整個問題不是反台商、反壟斷，而是反對「蔡衍明這個人」；另外兩位買家王文淵、辜仲諒，他們的背景與蔡衍明沒有太多差距，但就沒有人反對他們。

### 学术界
2013年1月13日，國立臺灣大學教授石之瑜說，「反壟斷者所營造的恐懼圖像是：旺旺中時集團跨足媒體的上中下游，可以影響輿論、呼風喚雨；並因為旺旺中時老闆本人在大陸經營投資，與他個人過去的親中言論紀錄，而更加迎合了『台灣被出賣』的台獨故事情節。知識界與學運界領袖的激情演出，感染了群眾，延續並深化了恐懼以及激情，使得壓制旺旺中時成了台灣民族主義自我考驗的關卡。」反媒體壟斷運動者反旺中，如此理直氣壯，也就無關乎「反壟斷」，而是認定旺中選擇了「道德錯誤」的一方，「一而再、再而三地講反對壟斷，並在動員老人時不提供另一方陳述己見的機會，看起來聰明機靈，但反而揭穿的則是：反中反華的立場並不足以讓他們理直氣壯。旺中因為親中，而惹火了台獨與恐中勢力。本來不論是台獨也好、恐中也好，在思想上就是自由來去的；可是假如他們不讓親中的也自由來去，不就表示他們才是壟斷的勢力嗎？這是反壟斷這樣的口號對他們無比重要的原因，因為：要是沒有反壟斷的口號，就揭穿他們不容許親中者享有言論自由的立場；那他們主張台獨，就變成是反自由的，那也就變成是與他們心目中恐懼的中國一樣的了。」

### 媒体界
2012年12月18日，《美麗島電子報》副董事長吳子嘉說，一週前，當蘇貞昌準備以民進黨主席之姿在國際人權日召開記者會公開反對旺中併購及壹傳媒出售前夕，《美麗島電子報》就公開表示，如果蘇貞昌認為自己可以把手伸進旺中、《蘋果日報》，那麼明天馬英九就同樣能把手伸入《自由時報》、三立電視與民視；但蘇貞昌為了追求個人政治目的，假反壟斷之名行反中國之實，不僅按照既定計畫召開記者會，幾天後又上電台對蔡衍明提出質疑與攻擊，毫不避諱的對蔡衍明扣帽子；蘇貞昌還一反過去公開行程的慣例，僅把他接受電台專訪的訊息「獨家」放給長期支持他的《自由時報》，「短短幾天時間，蘇貞昌從『以媒體反壟斷之名行反中之實』，更進一步發動意識形態的鬥爭，將『親中』與『罪惡』劃上等號。這種披著『反媒體壟斷』正義外衣的紅衛兵行徑，如果持續存在，將對台灣的民主發展產生重大衝擊。」在自由市場的機制下，媒體的興衰，應取決於媒體經營者的高度，而非政治力的介入；「今天蘇貞昌說的話、做的事，已經是介入《中時》與《自由》的鬥爭；這種『支持《自由》攻擊《中時》』的作為，不僅讓媒體的自律性陷入危機，更嚴重扭曲媒體監督政治的最高精神。」「蘇貞昌以扣紅帽的方式，成功將『反媒體壟斷』操作成『綠軍v.s.紅軍』的二元對立。……在蔡衍明之後，（民進黨內）謝長廷等開放派，恐怕都將成為蘇貞昌『下重手』的對象；而這樣一位可能帶領國家的人，也將因為反親中、反陸資的立場，將台灣的生機扼殺殆盡。」
2013年3月26日，前《台灣日報》政治中心副主任、新頭殼記者林朝億評：被視為向強權靠攏、替惡勢力塗妝抹粉的蔡衍明，以中國打手或代言人的爭議形象自2008年起大肆併購臺灣媒體，一度想提告十多位學者、民間團體與3位NCC委員的魯莽手法，讓上百位傳播學者連署開記者會抗議。這是解嚴後臺灣傳播學界的第一次大串連。2010年，《中時》資深記者黃哲斌離職所引發的置入性行銷風暴，讓媒改與社會運動共同合作。旺旺中時併購中嘉案帶起傳播學者的第三波大串連。2011年中國國民黨立委謝國樑控告新頭殼記者報導，讓被主流媒體忽視的議題迅速浮上檯面，加快了反併購反媒體壟斷力量的集結。蔡衍明指六四天安門大屠殺沒死那麼多人；對內進行一系列人事改組統一言論；對外咬上中研院學者黃國昌要求他對莫須有的走路工罪名做交代；任意資遣資深編輯蔡其達、改寫第一線記者稿件，終於爆發中時高層出走潮，並引發近萬名自發性公民參與的901反媒體壟斷大遊行。蔡衍明與旗下旺中媒體龐大的勢力激發廣泛的衝突與反抗他和馬英九政府的力量，其效應不但在檢驗實踐社會價值的可能性，也試煉出臺灣反抗中國威權的草根能量與新公民運動。
2013年4月5日，《am730》創辦人施永青評：“有人揣測：今次是中方在背後發功，目的在透過在大陸有生意的台商去操控台灣的傳媒。但台灣的壹傳媒，取態不如香港的壹傳媒激進，對中方的「破壞力」不及香港的壹傳媒。如果黎智英肯賣的話，中方應更想買香港的壹傳媒，或是把整個壹傳媒都買下來，而不會只買台灣的壹傳媒。中方斷不會先給黎智英一大筆錢，好讓他可以集中力量繼續在香港與中方對著幹。對中方來說，他們最想看到的景象是：壹傳媒沒法賣出台灣的壹電視業務，只好不斷失血，最後拖垮整個集團。因此，如果今次收購真的是中方在背後策劃的，那黎智英就上當了。他們之所以肯出這麼高的價錢，原因是他們早已預見，台灣社會是不容這樣的收購成功的：蔡衍明已擁多個媒體，不可能再讓他擁有壹傳媒的台灣業務。今次黎智英不但收不到錢，而且傷害了員工歸屬感，以後可能覆水難收，可謂損失慘重。今次賣盤告吹，相信已不容易再找人買；難怪黎智英說，以後決不會再賣。短期裏，壹傳媒必須有一些新動作，才可以整頓員工士氣，重新上路。”